# Cross-site scripting
Cross-site scripting (XSS) je v informatice typ zranitelnosti webové aplikace. XSS útok je založen na vložení kódu (podstrčení) do dynamické webové stránky (JavaScript prováděný na straně klienta). Pomocí XSS může útočník obejít omezení přístupu tím, že útočníkův kód je vložen do webové stránky ověřeného uživatele a tím zdánlivě pochází z důvěryhodného zdroje. XSS útoky jsou stále vážným nebezpečím pro webové aplikace a jejich dopady mohou být od pouhého poškození vzhledu webové stránky k vážnému narušení bezpečnosti a získávání citlivých údajů návštěvníků. XSS může být využíván i při phishingu, kde je pomocí XSS uživateli ukázán jiný obsah na jinak důvěryhodné stránce.

## Ukázky útoku

### Typ 1
Většinou se označuje jako lokální nebo DOM based. Lze ji využít i na statických stránkách a jde o neošetřené přenesení proměnné z URL adresy do javascriptu.
Pro ilustraci si představme, že máme html stránku s následujícím kódem:
```
<SCRIPT>
 var pos=document.URL.indexOf("jmeno=")+6;
 document.write("Ahoj "+document.URL.substring(pos,document.URL.length));
</SCRIPT>
```

a na stránku vstoupíme přes standardní odkaz
```
http://
URL
/stranka.html?jmeno=Alice
```

stránka standardně vypíše pouze „Ahoj Alice“. Útočník však může odkaz pozměnit na
```
http://
URL
/stranka.html?jmeno=<script>alert('Toto je úspěšný XSS útok.');</script>
```

a tím vykoná zákeřný kód.
Tento vektor útoku (stejně jako u typu 2) stojí a padá na přístupu přes upravenou url a většinou je takto i snadno odhalitelný pomocí prosté logiky. Pokud na stránku přijdete přes normální odkaz, tak se zachová tak, jak má.

### Typ 2
Označuje se jako non-persistent nebo reflected. Je postaven na úpravě části URL která se interpretuje do stránky jako její součást, například jako nadpis. Pokud do URL adresy přidáme svůj kód, který není před interpretací upraven, tak se stránka v prohlížeči zachová, jako by námi vložený kód byl její součástí. Tato zranitelnost se týká především stránek s generovaným obsahem, pro příklad používáme php a někde ve zdrojovém kódu máme
```
 <?php echo $_GET['nadpis']; ?>
```

stačí uživateli podstrčit adresu upravenou například takto:
```
http://
URL
/stranka.php?nadpis=cokoliv<script>alert('Toto je úspěšný XSS útok.');</script>
```

### Typ 3
Je označován jako persistent, stored nebo second-order, protože dojde k přímé a trvalé modifikaci obsahu stránky. Jde o často využívanou možnost, protože na takto napadené stránky nemusíte vstoupit přes upravený odkaz. Vzniká, pokud je obsah stránky generován z databáze. Náš javascript jednoduše vložíme třeba jako součást komentáře – spolu s ním se uloží do databáze a je následně zobrazen všem lidem, kteří si takovýto komentář zobrazí.
```
Ahoj, super <script>alert('Toto je úspěšný XSS útok.')</script>stránky!
```

## Obrana

### Na straně serveru
Při vkládání dat od uživatele do HTML stránky odfiltrovat „nebezpečné“ znaky z uživatelského vstupu, resp. je převést na příslušné HTML entity ( < na &lt;, > na &gt; atd.), k čemuž lze použít specializované funkce (např. v jazyce PHP funkci htmlspecialchars).

### Na straně uživatele
Většina moderních prohlížečů (Chrome, Opera, Firefox, Safari...) má v roce 2020 implementovanou ochranu proti některým XSS útokům. Uživatel také může ve svém prohlížeči vypnout JavaScript, což má však často negativní dopad na jejich funkčnost. Celkově jsou možnosti na straně uživatele omezené, protože o zamezení XSS by se měl postarat kód na straně serveru.